# اساسینز کرید تواریخ
اساسینز کرید تواریخ (انگلیسی: Assassin's Creed Chronicles) یک بازی ویدئویی در سبک سکوبازی از مجموعه بازی‌های اساسینز کرید است که توسط یوبی‌سافت و در سال ۲۰۱۵ و در پلت‌فرم‌های مایکروسافت ویندوز، پلی‌استیشن ۴، پلی‌استیشن ویتا، و اکس‌باکس وان منتشر شده‌است.